# Oględów (gmina)
Oględów – dawna gmina wiejska istniejąca do 1954 roku w woj. kieleckim. Nazwa gminy pochodzi od wsi Oględów, lecz siedzibą władz gminy były Koniemłoty.
W okresie międzywojennym gmina Oględów należała do powiatu stopnickiego w woj. kieleckim. Po wojnie gmina zachowała przynależność administracyjną. 12 marca 1948 roku zmieniono nazwę powiatu stopnickiego na buski. Według stanu z dnia 1 lipca 1952 roku gmina składała się z 17 gromad: Grobla, Grzybów, Koniemłoty, Krzywołęcz, Kszczonowice, Niemścice, Niziny, Oględów, Pacanówka, Podborek, Sichów Duży, Sichów Mały, Sielec, Stefanówek, Święcica, Tuklęcz i Ziemblice.
Jednostka została zniesiona 29 września 1954 roku wraz z reformą wprowadzającą gromady w miejsce gmin. Po reaktywowaniu gmin z dniem 1 stycznia 1973 roku gminy Oględów nie przywrócono, a jej dawny obszar wszedł głównie w skład nowej gminy Staszów w powiecie staszowskim.